# Zigzag Island
Zigzag Island (englisch für Zickzackinsel) ist eine kleine Insel mit steilen küstennahen Kliffs im Palmer-Archipel westlich der Antarktischen Halbinsel. Sie liegt unmittelbar südlich von Tower Island.
Das UK Antarctic Place-Names Committee benannte sie 1960 nach der aus der Vogelperspektive eindrücklichen Faltung der Insel im Zickzack-Muster.